# Phaonia heilongshanensis
Phaonia heilongshanensis är en tvåvingeart som beskrevs av Xue, Cui och Zhang 1996. Phaonia heilongshanensis ingår i släktet Phaonia och familjen husflugor.
Artens utbredningsområde är Heilongjiang (Kina). Inga underarter finns listade i Catalogue of Life.